# Tomás de Peñalosa
Tomás de Peñalosa (¿Granada?, c. 1725 - Granada, 14 de mayo de 1795) fue un compositor y maestro de capilla español.

## Vida
Se cree que nació en Granada, en la provincia de Granada, hacia 1725. Las primeras noticias que se tienen de él son de 1733, cuando ingresó como infante del coro en la Catedral de Granada. Entró al mismo tiempo que el que sería su maestro, Gregorio Portero, que consiguió el magisterio granadino el 11 de octubre de 1733. Unos meses después, en junio de 1734, el maestro Portero se quejaba de que Peñalosa había mudado la voz y que el cabildo debía «concederle licencia para que pueda hacer ejercicio de bajón siguiendo el coro». Según su opinión, podría «hacerse muy diestro, y más él que otro, por estas bien impuesto e inteligente en la música» con una buena formación. El cabildo aceptó, pero no le concedió salario.
El 27 de julio de 1743 Peñalosa solicitó al cabildo alguna ayuda «que, por la mucha necesidad de sus padres, y por razón de ella estar imposibilitado para mejora del instrumento de bajón de que usaba en el coro.» El cabildo decidió darle una «ayuda de costa» de 30 ducados anuales, pero dejando muy claro que con ello no se creaba una nueva plaza de bajonista ni los derechos a una. El 14 de marzo de 1744 consiguió el cargo de bajonista titular con un salario de 50 ducados anuales «incluidos los 30 que se le habían señalado de ayuda de costa», lo que era un salario extremadamente bajo. El 28 de julio de 1747 Peñalosa suplicaba al cabildo un aumento del salario, arguyendo su servicio en la catedral desde 1742 y que también tocaba el oboe y la trompa. Como comparación del salario, el bajonista titular Matías Riaño solicitaba a la vez que Peñalosa un aumento de su salario de 130 ducados anuales. Se concedió a ambos un aumento de 30 ducados, pero la diferencia de salarios da una idea de la situación precaria de Peñalosa.
Tras el fallecimiento del maestro Gregorio Portero el 19 de julio de 1755 el cabildo decidió dividir la ración del maestro de capilla en dos medias raciones, una de las cuales sería para cubrir la vacante con el nuevo maestro de capilla. Se interesaron varios compositores, pero ninguno compareció debido al exiguo sueldo, a excepción de Peñalosa. El cabildo decidió repetir las oposiciones aumentando la media ración con 200 ducados. A esta nueva convocatoria se presentaron cinco candidatos y el 7 de mayo de 1757 ganaba las oposiciones por unanimidad Manuel de Osete, tras derrotar en un duro examen a Juan Almela Monserrate (segundo, con catorce votos), Tomás de Peñalosa (tercero, con cinco votos) y Alonso Ramírez (último, con un voto). Osete tomaría posesión del cargo el 12 de mayo de 1758. Durante el magisterio de Osete Peñalosa recibió algunos aumentos de salario, pero siempre manteniendo el nivel más modesto en la capilla de música. En 1759 pasó a ser responsable del cuidado de los infantes, yendo a vivir con ellos, cargo que mantuvo hasta 1774. Durante estos años se presentó a las oposiciones al magisterio de la Catedral de Astorga, aunque renunció antes de la votación, y al magisterio de la Catedral de Málaga.
Tras la jubilación de Osete en 1774, ya enfermo, las oposiciones para su sustitución resultaron harto complicadas. Se presentaron nueve candidatos:
- Juan Ortega Beltrán, maestro de la Catedral de Baeza;
- Juan Domingo Vidal, maestro de capilla de la Colegiata del Salvador en Sevilla;
- Manuel Guifrida, maestro de los seises de la Catedral de Granada;
- Manuel Álvarez, de la Colegiata del Salvador en Sevilla;
- Francisco Corselli, compositor en Madrid;
- Vicente de Torres,
- Juan Bueno, maestro de capilla de la Iglesia de San Pedro de Sevilla; y
- Tomás de Peñalosa.

Las composiciones de los candidatos fueron enviadas para su evaluación a Juan Rossell, maestro de capilla de la Catedral de Toledo. EL informe de Rossell fue muy detallado, pero excepcionalmente duro, fijándose sobre todo en los defectos de los compositores. Su clasificación fue la siguiente:
1. Manuel Álvarez Flores;
2. Peñalosa;
3. Juan Domingo Vidal;
4. Juan Bueno.

Los demás cinco «no merecen censura para el efecto que se pide». El cabildo no quedó satisfecho debido a la dureza de la evaluación, por lo que las composiciones se enviaron a Zaragoza, al maestro Francisco Javier García, El Españoleto, maestro de capilla de la Catedral de Zaragoza. El 14 de septiembre El Españoleto envió su clasificación, en la que Peñalosa estaba en cuarta posición. Las discrepancias entre Rossell y García Fajer fueron tan importantes que el cabildo se decidió por solicitar una tercera opinión: Juan Manuel Gaitán y Arteaga, maestro de capilla de la Catedral de Córdoba. Gaitán dio el primer lugar a Álvarez, el segundo a Peñalosa y los siguientes a Bueno y Vidal, en ese orden. El 4 de febrero de 1777 se decidió elevar un laudo al obispo, que respondió dejando la responsabilidad al cabildo, que decidió por votación. Debido a que la catedral era un patronato real, el cabildo solo podía proponer dos candidatos (primero y segundo) para que el rey nombrara al que le conviniese. En la votación salió ganador Álvarez, con 11 de 19 votos, segundo Peñalosa con 7 y tercero Manuel Guifrida con un voto. Por tanto, se presentaron al rey los nombres de Álvarez y Peñalosa.
Peñalosa, descontento con el resultado, decidió acudir al rey denunciando que Álvarez había sido nombrado primero sin haber cumplido los 21 años, como exigía el edicto de convocatoria de las oposiciones. Bueno también decidió enviar una queja y solicitar que se le incluyera en la lista de candidatos. El secretario de la Real Cámara, Juan Francisco de Lastiri, solicitó un posicionamiento del cabildo granadino que respondió el 9 de julio acusando de ineptitud a Peñalosa y tergiversando hechos. El escrito del cabildo tuvo el efecto contrario y la Real Cámara expidió una real orden del 29 de octubre de 1777 nombró a Peñalosa para el cargo e indicó al cabildo que en las próximas oposiciones dejasen las condiciones más claras. El 11 de noviembre de 1777 Peñalosa tomó posesión de la media ración del maestro de capilla. Entretanto, Manuel Guifrida, que había ejercido el magisterio de forma interina, se mantuvo como maestro de infantes del coro hasta su despido en abril de 1785.
El magisterio de Peñalosa se alargó por casi veinte años, hasta 1795, sin grandes incidencias y a satisfacción del cabildo. En primavera de 1795 parece que enfermó, solicitando permiso el 10 de marzo y falleciendo unos días más tarde, el 14 de mayo.

## Obra
La recepción del maestro Peñalosa en su época es difícil de juzgar, ya que, por una parte, fue muy alabado por algunos contemporáneos, pero por otra, no había conseguido pasar de bajonista hasta los 52 años y fracasó en diversas ocasiones en sus intentos de conseguir un magisterio. Como compositor exclusivamente de música religiosa en latín, forma parte de la transformación que se produjo entre 1750 y 1770 del estilo barroco al clasicismo, en este caso, ya con orquestación del todo moderna.
Con una excepción, todas las obras de Peñalosa se conservan en los archivos de la Catedral de Granada. Se conservan tres misas, dos magníficats, tres oficios de difuntos y diversos responsorios de la Virgen, salmos, etc.